# Hongo carnívoro

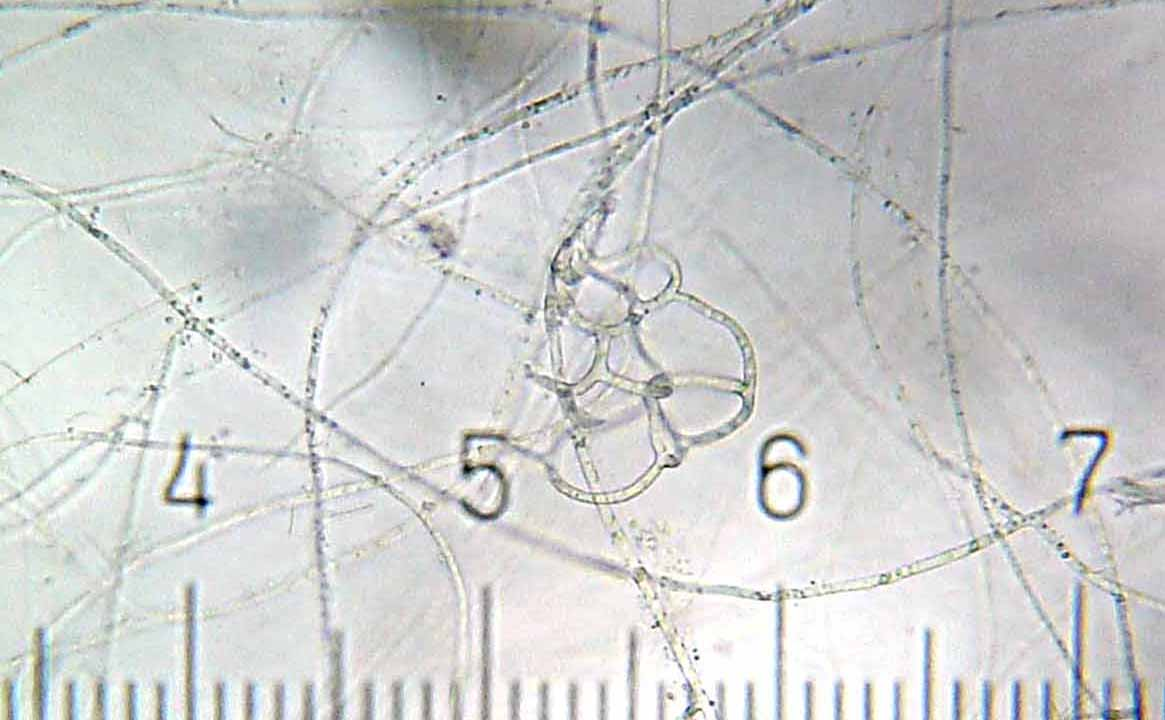
Un hongo del género Arthrobotrys, mostrando redes adhesivas que utiliza para atrapar a los nematodos. Los puntos numerados están a 122 µm de distancia.

Hongos carnívoros u hongos depredadores son hongos que obtienen algunos o la mayoría de sus nutrientes al atrapar y digerir animales diminutos o microscópicos. Más de 200 especies han sido descritas, pertenecientes a los filos Ascomycota, Mucoromycotina y Basidiomycota. Suelen vivir en el suelo y muchas especies atrapan o paralizan nematodos (hongos nematófagos), mientras que otros atacan amebas o colémbolos .
Los hongos que crecen en la epidermis, el pelo, la piel, las uñas, escamas o plumas de animales vivos o muertos son considerados como dermatofitos, más que carnívoros. De manera similar, los hongos que están en los orificios y el tracto digestivo de los animales no son carnívoros, y tampoco lo son los patógenos internos. Los que son patógenos patógenos de insectos (que paralizan y colonizan los insectos) normalmente no son considerados carnívoros si el talo fúngico está principalmente en el insecto como lo hace Cordyceps, o si se aferra al insecto como los Laboulbeniales. Todos estos son más bien considerados parasitarios o carroñeros.
Dos mecanismos básicos de captura han sido observados en los hongos carnívoros que son depredadores sobre los nematodos:  
- Anillos de constricción (trampas activas)
- Estructuras adhesivas (trampas pasivas)

La secuenciación de ADN ribosomal ha demostrado que este tipo de trampas se produce en linajes de hongos separados, un ejemplo de evolución convergente. 